# 天ノ川駅

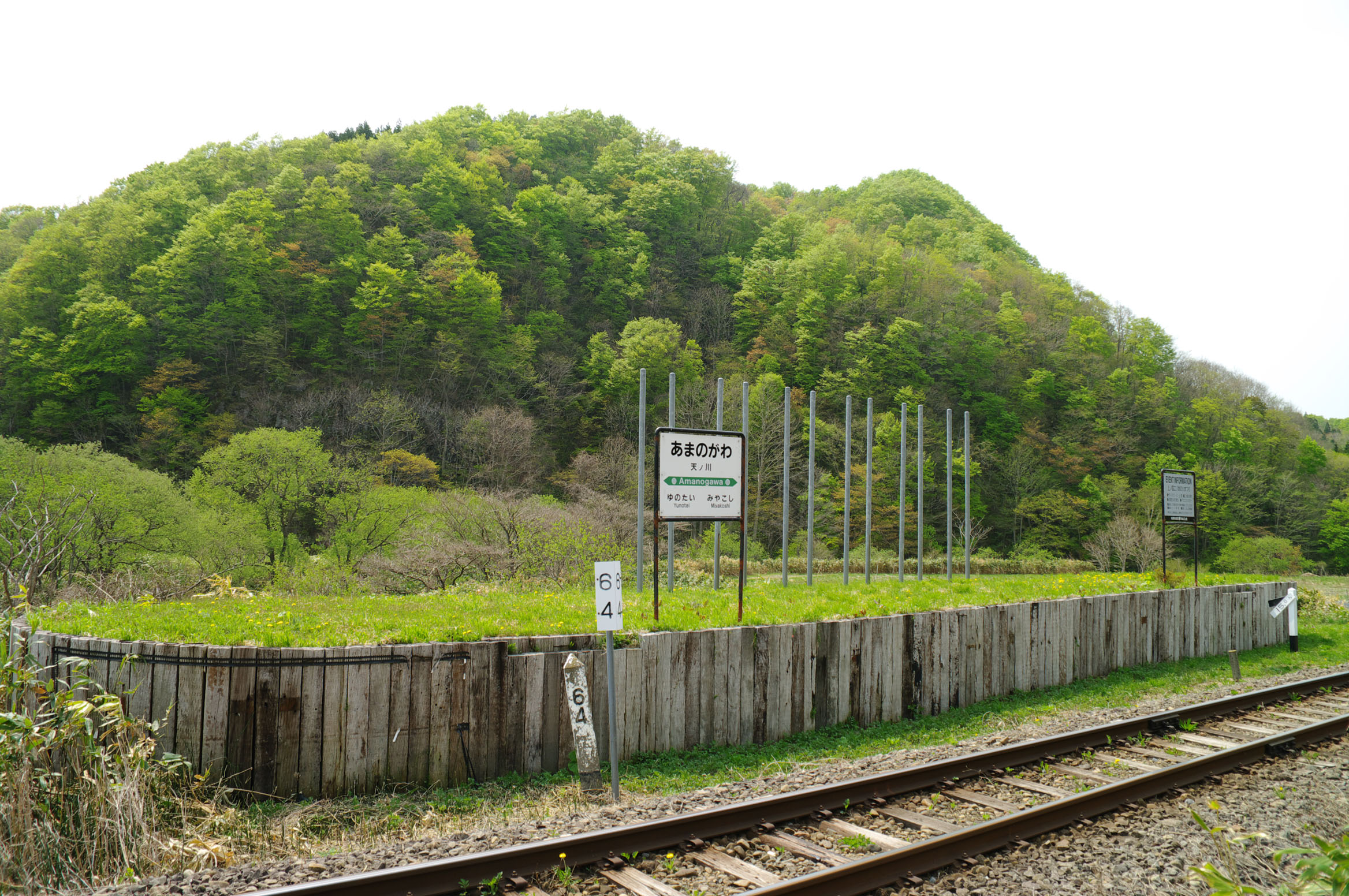
通称「天ノ川駅」（2009年5月）

天ノ川駅（あまのがわえき）は、かつて北海道檜山郡上ノ国町にあった鉄道駅を模した構造物（モニュメント）である。

## 概要

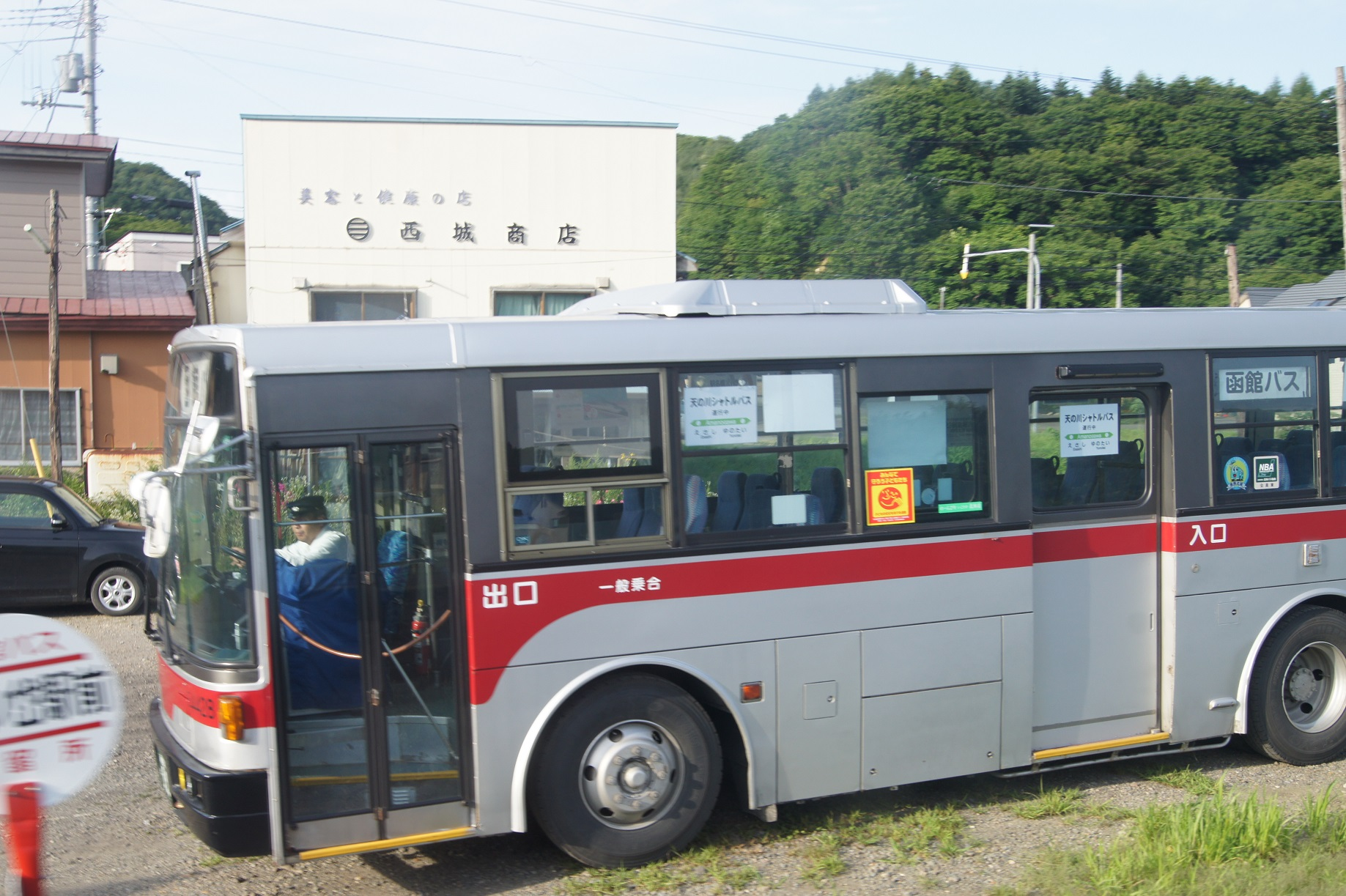
旧湯ノ岱駅と当構造物を往復する無料シャトルバス

地元の任意団体「北海道夢れいる倶楽部」によって北海道旅客鉄道（JR北海道）の江差線湯ノ岱駅 - 宮越駅間、五稜郭駅から64キロメートル地点の線路沿いに設置された。設置の目的は、江差線の存続・振興と、上ノ国町の街づくりの一環とされ、北海道から線路脇の土地を借り受けて1995年（平成7年）7月7日に設けられた。1994年、付近を流れる天の川の氾濫で江差線が不通となったことで、廃線が危惧されたことが設置のきっかけとなった。
正式な駅ではなく、設置者である北海道夢れいる倶楽部も「通称 天ノ川駅」と呼称している。列車は一度も停車したことはないが、JRによって駅の手前から列車が徐行するなどのサービスが実施されていた。
2013年（平成25年）8月9日 - 18日にかけて、駅前に臨時バス停留所が設置され、無料シャトルバスが運行されていた。
2014年（平成26年）5月12日、江差線が廃止された。江差線64キロポストは、当構造物の「プラットホーム」前に設置されていた。
2015年6月、設置後20年を経過するのを1つの区切りに、夢れいる倶楽部は本施設を2015年度中に撤去することを発表した。記念行事として7月5日、「天ノ川駅」で「さようなら天ノ川駅ファイナルイベント」などが開催された。

## 構造
江差側に向かって進行方向左手に1面1線のプラットホーム状の土盛りが施されており、その上にJR北海道の駅と同様の様式の駅名標を模した看板（"あまのがわ"看板）が設置され、「駅」としての体裁を備えていた。
設置当初より危険防止のため指定日以外は立入禁止であり、看板も取り外されていたが、2014年5月12日の江差線廃止により立入禁止が解除された。

## 画像集

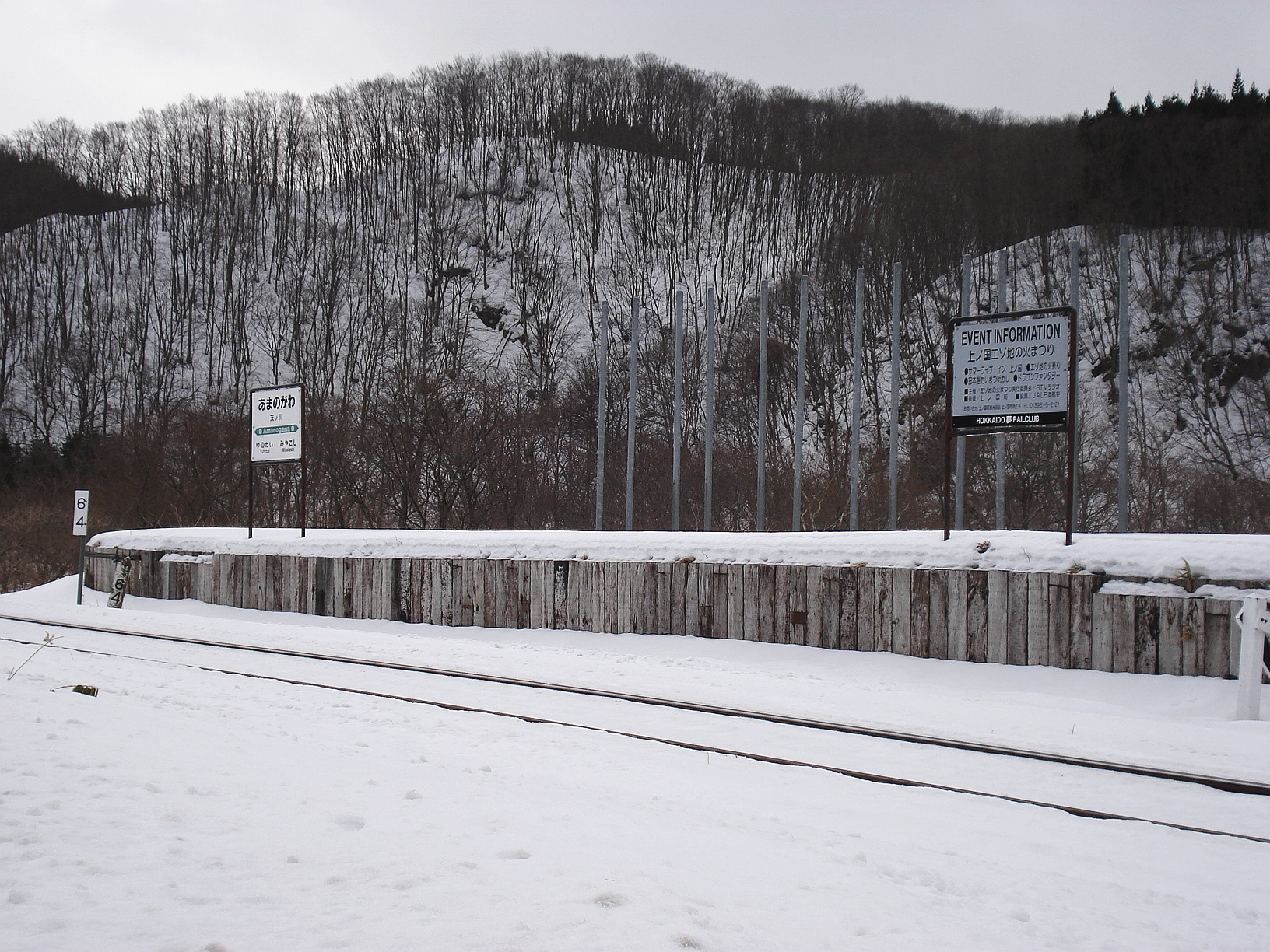
駅ではないため、冬季は除雪されず雪に埋もれていた（2009年2月）
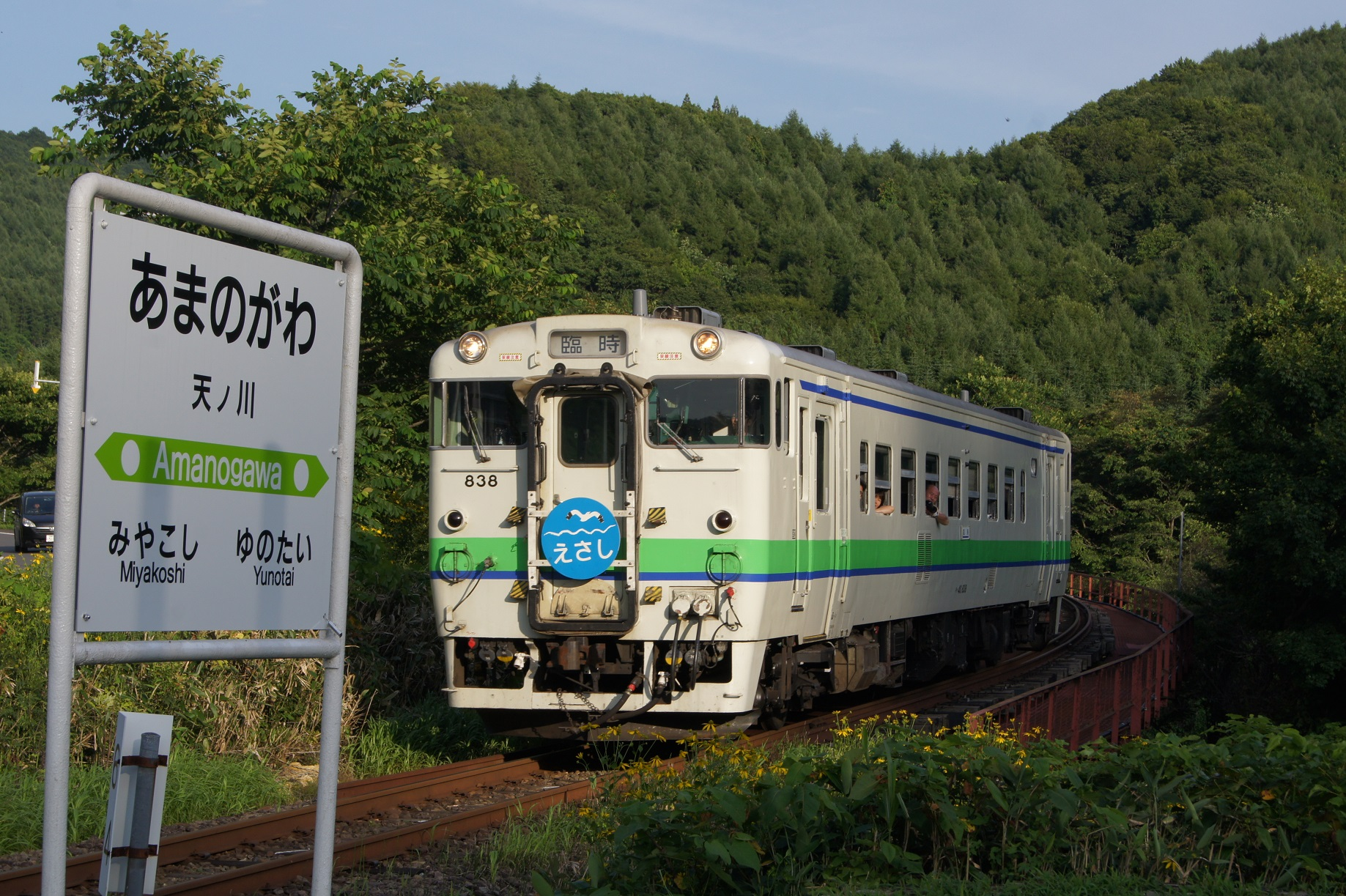
構造物上から臨時列車えさしを望む
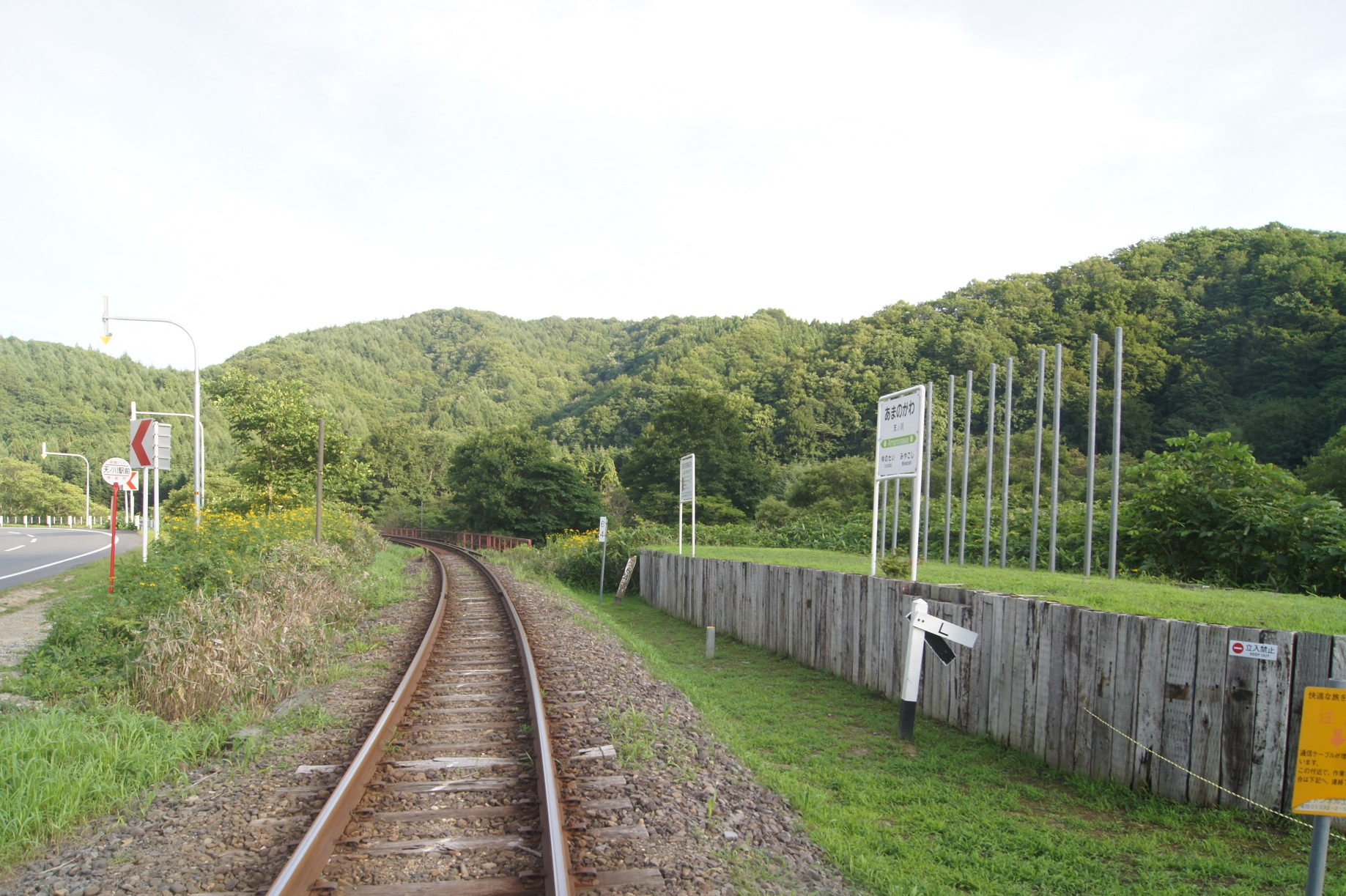
全景
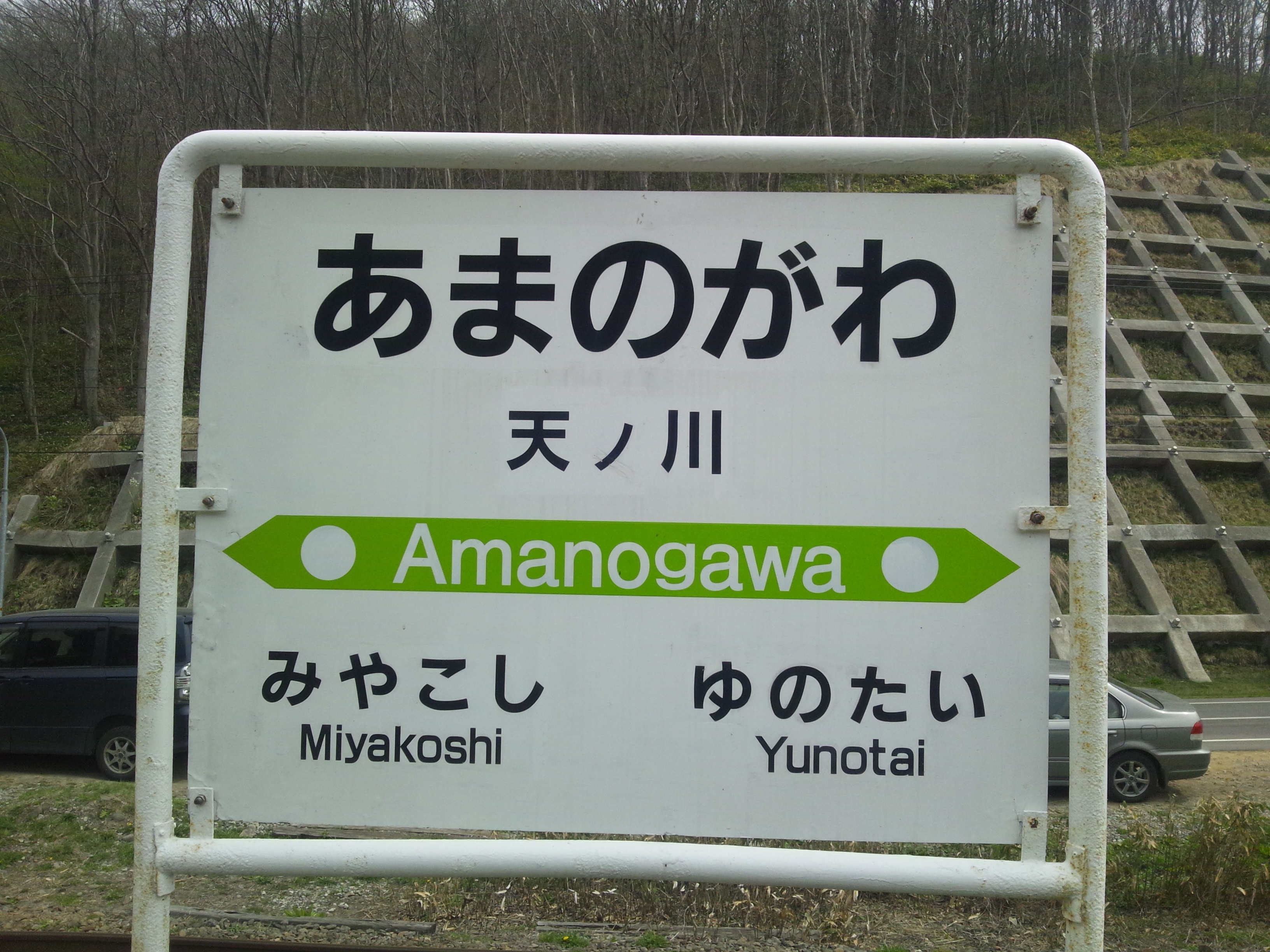
駅名標風の看板(2014年5月3日)
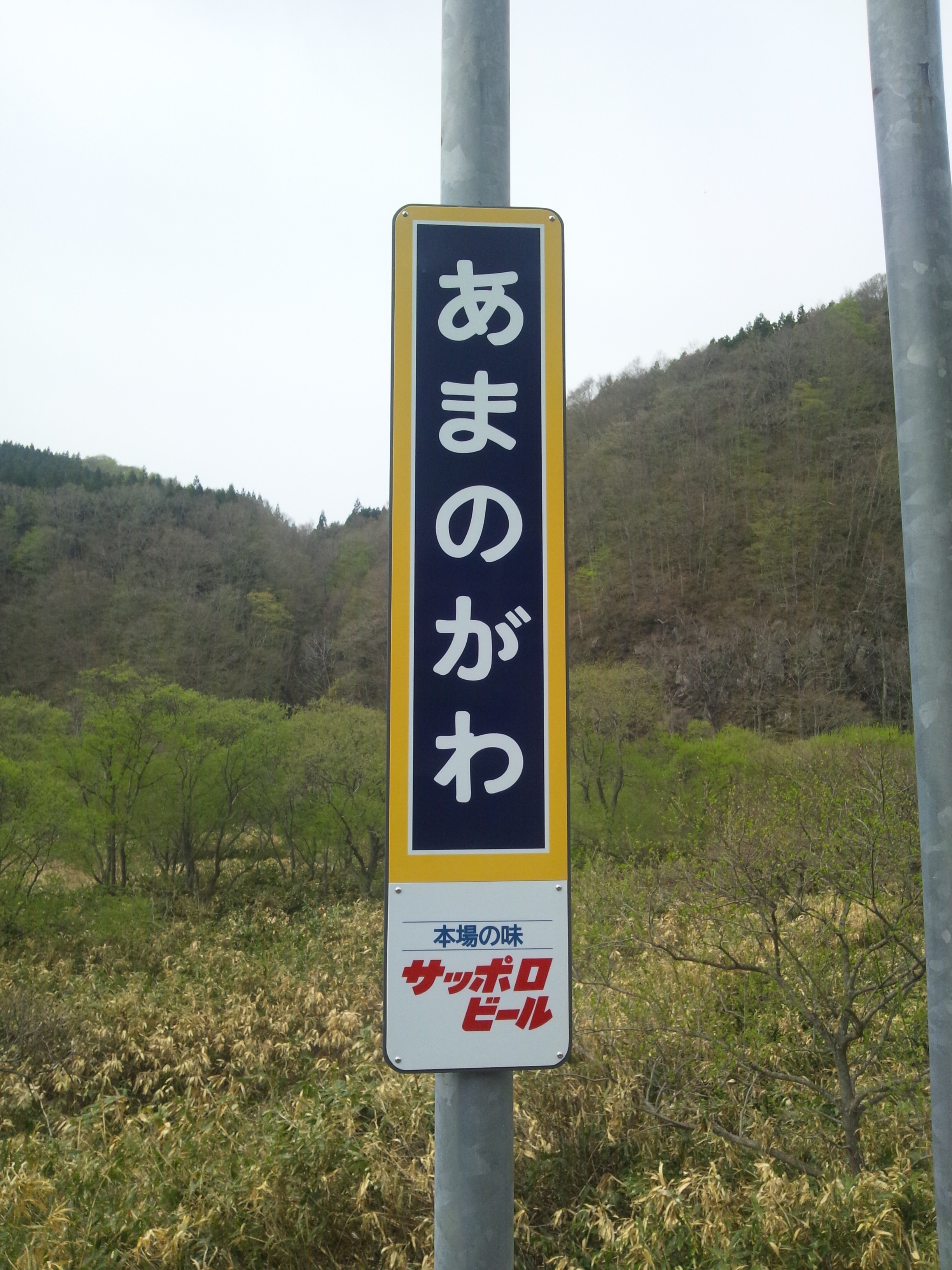
柱用駅名標風の看板(2014年5月3日)

## 周辺
- 天の川 - 二級河川
- 北海道道5号江差木古内線